# Òdena
Òdena è un comune spagnolo di 2 691 abitanti situato nella comunità autonoma della Catalogna.